# Prémio franco-alemão Georg Wittig - Victor Grignard
O Prémio franco-alemão "Georg Wittig - Victor Grignard"  (em francês:  Prix franco-allemand "Georg Wittig - Victor Grignard") (em alemão:  Victor Grignard - Georg Wittig-Vorlesung) é um prémio bienal criado em parceria entre a Sociedade Francesa de Química (em francês:  Société Chimique de France) (SCF) e a Sociedade Alemã de Química (em alemão:  Gesellschaft Deutscher Chemiker) (GDCh).
Este galardão é entregue na França nos anos pares a cientistas alemães e é entregue na Alemanha a cientistas franceses nos anos ímpares.

## Laureados[2]
- 1994 - Jean-Pierre Majoral
- 1995 - Michael Veith
- 1996 - Bernhard P. Roques e Karl Heinz Dötz
- 1997 - François Mathey
- 1998 - Igor B. M. Tkatchenko e Gerhard Wegner
- 1999 - Pierre Braunstein
- 2000 - Alois Fürstner
- 2001 - Pierre H. Dixneuf
- 2002 - Charles Mioskowski
- 2004 - Herbert Roesky
- 2005 - Robert Corriu
- 2006 - Carsten Bolm
- 2008/2009 - Martin Jansen
- 2008/2009 - Samir Zard
- 2010 - Markus Antonietti
- 2011/2012 - Michel Che
- 2012 - Klaus Müllen
- 2013 - Mir Wais
- 2014 - Matthias Beller
- 2015 - Bruno Chaudret
- 2016/2017 - Lutz Gade